# West Ryde
West Ryde är en del av en befolkad plats i Australien. Den ligger i regionen Ryde och delstaten New South Wales, i den sydöstra delen av landet, omkring 14 kilometer nordväst om delstatshuvudstaden Sydney.
Runt West Ryde är det mycket tätbefolkat, med 3 757 invånare per kvadratkilometer.. Närmaste större samhälle är Sydney, omkring 14 kilometer sydost om West Ryde. 
Runt West Ryde är det i huvudsak tätbebyggt. Genomsnittlig årsnederbörd är 1 380 millimeter. Den regnigaste månaden är februari, med i genomsnitt 200 mm nederbörd, och den torraste är juli, med 36 mm nederbörd.